# Hino da Independência
Die Hino da Independência (Unabhängigkeitshymne) ist ein patriotisches brasilianisches Lied aus dem Jahr 1822, welches anlässlich der Unabhängigkeit von der Kolonialmacht Portugal entstand.
Der Text wurde von Evaristo da Veiga geschrieben, Kaiser Peter I. komponierte die Melodie. Bis zur Abdankung Peters I. im Jahr 1831 diente das Lied als Nationalhymne des Kaiserreichs Brasilien.